# Люшненко, Константин Павлович
Константин Павлович Люшненко — бригадир колхоза в Красноармейском районе Житомирской области, Герой Социалистического Труда.

## Биография
Работал бригадиром по выращиванию льна-долгунца в колхозе имени 131-го Таращанского полка (позже имени Ленина) села Великий Луг, Красноармейского района Житомирской области.

## Награды
- Герой Социалистического Труда (1950);
- Орден Ленина (1950).